# François Rauber
Pour les articles homonymes, voir Rauber.
François Rauber, né le 19 janvier 1933 à Neufchâteau et mort le 14 décembre 2003 à Paris 16e, est un pianiste, compositeur, arrangeur et chef d'orchestre français, principalement connu pour sa collaboration avec Jacques Brel.

## Biographie
Après ses études de piano au conservatoire de Nancy, poursuivies au Conservatoire de Paris en piano chez Lucette Descaves, harmonie chez René Challan, contrepoint et fugue chez Noël Gallon et composition chez Tony Aubin, François Rauber travaille dès 1951 dans divers cabarets parisiens comme accompagnateur d'artistes tels qu'Agnès Capri, Boris Vian ou Serge Gainsbourg. À la demande de Jacques Canetti, il est l'accompagnateur de Jacques Brel le 23 juillet 1956 lors d'une représentation à Grenoble. Cette rencontre avec Brel marque le début d'une collaboration qui se prolongera jusqu'au décès de ce dernier en 1978.
En avril 1958, François Rauber écrit ses premiers arrangements pour Jacques Brel, peu après avoir fait ses débuts comme arrangeur pour un enregistrement de Simone Langlois.
Les connaissances musicales de François Rauber (en particulier dans les domaines de la musique de chambre et de la fugue) ont apporté un grand enrichissement à la musique de Jacques Brel, dont l'accompagnement était jusqu'alors assuré par son propre jeu à la guitare (qui était des plus basiques), ainsi que par les services de chefs d'orchestre aux emplois du temps chargés. C'est également François Rauber qui convainc Jacques Brel de ne plus jouer de guitare sur scène, ce qui a, dès cet instant, laissé le champ libre à l'interprétation théâtrale de Brel.
Brel et Rauber s'entendent également très bien sur le plan personnel. François Rauber est le parrain d'Isabelle, la fille de Jacques Brel.
En dehors de son activité comme arrangeur attitré de Jacques Brel, François Rauber travaille, à partir des années 1960 jusqu'à son décès, avec de nombreux autres artistes, parmi lesquels Anne Sylvestre, Glenmor (album Cet amour-là, 1969), Cora Vaucaire, Brigitte Bardot, Barbara (album Dis quand reviendras-tu ?, 1966), Juliette Gréco, Mireille Mathieu, Germaine Montero (Germaine Montero, chansons Pierre Mac Orlan, vol. 1 et 2, 1965), Georges Moustaki (album Méditerranéen, 1992), Isabelle Aubret, Gilbert Laffaille, Pierre Gripari, Pierre Selos, Jean-Pierre Réginal, Charles Aznavour, Jean Sablon, Colette Renard, ou encore Juliette (sur l'album Assassins sans couteaux, 1998).
À l'inverse des grands orchestres d'accompagnement comme Franck Pourcel ou Paul Mauriat, sa formation n'utilisait pas de grands pupitres de violons, préférant un petit ensemble plus modeste privilégiant la mise en relief des instruments, solistes parfois (Georges Brassens, à qui l'on avait demandé dans les années 1960 d'être accompagné, à son regret, d'un orchestre, avait préféré opter pour François Rauber).
Il compose également des musiques de film et des œuvres classiques, il enregistre et interprète sur disque beaucoup de musiques de divertissement :
- Musiques de cirque (1984),
- Musiques du Texas (1985) (sous le pseudonyme des "Texas Boys"),
- Musiques de kiosque champêtre (1985) (polkas, valses, mazurkas "1900"), accompagnant le trompettiste Maurice André.

Il arrange et dirige l'accompagnement orchestral des Rondes et Chansons de France enfantines, série de douze 45 tours Philips, sous forme de « livres-disques » illustrés par une page de dessin représentatif (effectuées par un dessinateur différent pour chaque disque), et du texte des paroles pour chaque chanson, et chantées dans un premier temps (1958), par Lucienne Verlaine et Les Quatre Barbus, puis rechantées vers 1967 par Renée Caron et les Petits Chanteurs de l’Île de France, dans un style musical récréatif et divertissant.
Il accompagna des chants de Noël sur disque avec Maurice André et les enfants de Saint-Laurent.
Il meurt le 14 décembre 2003 dans le 16e arrondissement de Paris, et est enterré au cimetière de Guainville.

## Discographie
- 1977 : Images Bibliques - Évocations musicales (Auvidis AV 4101)

### Avec Jacques Brel
- 1958 : Au printemps
- 1959 : La Valse à mille temps
- 1961 : Marieke
- 1962 : Les Bourgeois
- 1964 : Les Bonbons
- 1966 : Ces gens-là
- 1967 : Jacques Brel 67
- 1968 : J'arrive
- 1968 : L'Homme de la Mancha (album tiré de la comédie musicale L'Homme de la Mancha)
- 1972 : Ne me quitte pas (nouveaux enregistrements)
- 1977 : Les Marquises

### Avec Anne Sylvestre
- 1969 : Aveu
- 1973 : Les Pierres dans mon jardin
- 1975 : Une sorcière comme les autres
- 1977 : Comment je m'appelle
- 1978 : J'ai de bonnes nouvelles
- 1981 : Dans la vie en vrai
- 1985 : Écrire pour ne pas mourir
- 1986 : Tant de choses à vous dire
- 1989 :  La Ballade de Calamity Jane
- 1993 :  Lala et le Cirque du Vent
- 1994 : D'amour et de mots
- 1997 : Anne Sylvestre chante... au bord de La Fontaine
- 1998 : Les Arbres verts
- 2000 : Partage des eaux
- 2003 : Les Chemins du vent

## Musiques de films
- 1961 : Vacances en enfer de Jean Kerchbron
- 1967 : Les Risques du métier d'André Cayatte
- 1967 : Le Départ de Jerzy Skolimowski (arrangements)
- 1969 : Mon oncle Benjamin d'Édouard Molinaro
- 1969 : Tintin et le temple du soleil de Raymond Leblanc
- 1971 : Franz de Jacques Brel
- 1972 : Le Bar de la fourche d'Alain Levent
- 1972 : Tintin et le Lac aux requins de Raymond Leblanc
- 1973 : Le Far West de Jacques Brel
- 1973 : L'Emmerdeur d'Édouard Molinaro
- 1978 : Quand flambait le bocage téléfilm de Claude-Jean Bonnardot

## Compositeur de chansons

### Pour Jacques Brel
Les textes sont tous de Jacques Brel. Toutes les musiques sont composées avec lui.
- Isabelle (éditions Tutti Intersong éditions musicales SARL, 1958)
- Voici, avec Jacques Brel (éditions Universal MCA Music Publishing, Pouchenel éditions musicales, 1958)
- Litanies pour un retour, avec Jacques Brel (éditions Universal MCA Music Publishing, Pouchenel éditions musicales, 1958)
- Je t'aime, 1958
- Vivre debout (éditions Jacques Brel, 1961)
- L'Ivrogne, avec Gérard Jouannest (éditions Pares SA, Tutti Intersong éditions musicales SARL, 1961)
- Quand maman reviendra (éditions Jacques Brel, 1962)
- J'aimais, avec Gérard Jouannest (éditions Jacques Brel, 1963)
- L'Ostendaise, avec Jacques Brel (éditions Jacques Brel, 1968)
- Sans exigences (2003)
- Avec élégance (2003)

### Pour d'autres chanteurs
- Nombril Blues, auteur Anne Sylvestre
- La Voilette, auteur Anne Sylvestre
- Un vrai baiser, auteur Marcel Mouloudji, éditions Bourg Music (SARL)
- Souvenir, auteur Marcel Mouloudji, éditions Bourg Music (SARL)
- Rêver, avec Georges Moustaki, auteur et interprète, éditions Universal Music Publishing, Paille Musique
- La Sirène aux longs cheveux , auteur Cécile Aubry,
- Le Labrador de Claude Dubois sur son cinquième album studio Dubois